# Неофемінізм
Неофемінізм (англ. Neofeminism) — це ідеологія та напрям філософії та феміністської думки, спрямовані на подолання традиційних уявлень про те, що головним призначенням жінки є продовження роду і тому материнство є головним обов'язком жінок.

## Загальна характеристика
Слідуючи за радикальними феміністками ХІХ століття, неофеміністки наполягають, що материнство із категорії "обов'язок" має перейти до категорії права жінок.
Неофемінізм пропагує ідею «жіночої революції» на противагу «чоловічому шовінізму». У зв'язку з цим, представниці неофемінізму наполягають на визнанні за жінками прав: попередження вагітності, питання «усвідомленого материнства» та планування сім'ї, відміни усіх соціальних відмінностей між чоловіками та жінками.

## Історія розвитку та напрями
Неофемінізм склався під безпосереднім впливом ідей Сімони де Бовуар в її класичній роботі «Друга стать» (1949). В центрі уваги книги — жіноча особистість і її ситуація в історії, задана фізіологією, анатомією, психологією, соціальними нормами. Де Бовуар доводить, що біологічна різниця між чоловіком та жінкою не передбачає соціальної різниці та ієрархічних відносин між ними. Існуючий розподіл ролей нав'язаний конкретними соціально-історичними обставинами, яка відбулася тоді, коли за чоловіком була закріплена сфера «конструювання сенсу життя» — сфера культури, а за жінкою — сфера природи. За чоловіком, у буденному усвідомленні, закріплена роль творця, суб'єкта, господаря, а за жінкою — об'єкта його влади.
- Прибічниці есенціалізму відстоюють ідею про особливу жіночу суб'єктивність, специфіку жіночого начала. Тому стверджують право жінки не копіювати чоловічий, андроцентричний стандарт поведінки — а відстоюють право на різницю з чоловіками (фемінізм відмінності). Есенціалістки доводять, що вся попередня історія і культура вибудовані у відповідності із чоловічим баченням світу, з чоловічими смаками, вподобаннями — світ «маскулінізований». Без відстоювання особливого погляду на світ, культуру, жінки ризикують втратити самобутність, зникнути в «чоловічому» світі. Представницями ессенціалізму зокрема були Люс Ірігаре та Елен Сіксу.
- Егалітарний фемінізм критикує фемінізм інших напрямів за зведення висновків до сексуальності та її проявів. В результаті цих дискусій між різними представниками фемінізму почали виникати феміністичні центри, центри ґендерних досліджень[уточнити]. Їх основна задача — виявити і відстежити особливості — або відстуність — жіночого начала, жіночого погляду на світ, жіночих цінностей.
- Представниці революційної феміністської теології виступають за обмеження впливу традиційних релігій і пропонують ідею «нової, жіночої спірітуальності» — спіритуального фемінізму. Ідеї революційної феміністичної теорії змикаються з філософією екофемінізму, оскільки богині, які пропонуються на противагу історичним маскулінним божествам, не протидіють природі, але прагнуть взаємодіяти з «природними силами, визнаючи їх не як те, що підлягає підкоренню, але як другий вимір себе».[2]

Одним із результатів активізації феміністичного руху стала поява спеціальних академічних досліджень на жіночу тематику, яка вплинула на створення факультетів університетів, центрів і програм, які спеціалізуються на ній. Свій вихід запропонували дослідниці, які будували аналіз виходячи з порівняльних характеристик жіночого і чоловічого начал, таким чином було запропоноване поняття «гендер».